# Trematosphaeria
Trematosphaeria — рід грибів. Назва вперше опублікована 1870 року.